# Bildergruppe
Die Group of Pictures (GoP) bzw. Bild(er)gruppe ist eine Gruppe von in Abhängigkeit untereinander kodierten, aufeinanderfolgenden Einzelbildern (englisch frames) im Bilderstrom eines komprimierten digitalen Videos.

## Allgemeines

Aufbau und Referenzierung in einer Bildergruppe

Jeder MPEG-codierte Film beziehungsweise Videostrom besteht aus aufeinanderfolgenden Bildergruppen. Aus den darin enthaltenen MPEG-Bildern werden die sichtbaren Einzelbilder generiert. Eine Gruppe ist bei MPEG-2 typischerweise eine halbe Sekunde, bei MPEG-4 oft um zehn Sekunden lang.
Eine Bildergruppe kann folgende Bildtypen enthalten:
Intra-Bild(englisch intra-coded picture, kurz I picture oder I frame) Referenzbild, entspricht einem vollständigen Standbild, ähnlich einem JPEG-Bild, und ist von anderen Bildtypen unabhängig.
P-Bild(englisch predictive-coded picture, kurz P picture oder P frame) enthält Differenz-Informationen aus dem vorhergehenden I- oder P-Bild.
B-Bild(englisch bidirectionally predictive-coded picture, kurz B picture oder B frame) enthält Differenz-Informationen aus dem vorhergehenden und/oder nachfolgenden I- oder P-Bild.
D-Bild(englisch DC direct coded picture, kurz D picture oder D frame) dient dem schnellen Vorlauf.
Falls eine Bildergruppe unabhängig von einer vorhergehenden oder nachfolgenden Bildergruppe dekodiert werden kann, nennt man sie geschlossen. Dementsprechend nennt man sie offen, falls sie von einer anderen Bildergruppe abhängig ist.

## Aufbau
Eine Bildergruppe muss bei MPEG-1 und MPEG-2 in der Darstellungsreihenfolge mit einem Intra- oder B-Bild beginnen und mit einem Intra- oder P-Bild aufhören. Dazwischen dürfen beliebig viele Intra-, P- und B-Bilder sein. Insgesamt muss eine Bildergruppe mindestens ein Intra-Bild enthalten; sie darf aber auch nur aus Intra-Bildern bestehen.
Da man bei der Dekodierung eines B-Bildes ein nachfolgendes Intra- oder P-Bild benötigt, wird die Bildergruppe normalerweise zur Speicherung in die Kodierreihenfolge umsortiert. Dies hat die Vorteile, dass man bei der Dekodierung zeitnäher an die zu verarbeitenden Bilder gelangt und man einen kleineren Zwischenspeicher für die B-Bilder benötigt.
In der Kodierreihenfolge muss jede Bildergruppe stets mit einem Intra-Bild oder einem Instantaneous Decoding Refresh (IDR) (bei MPEG-4) beginnen.
Hier ein Beispiel für die Umsortierung einer Bildergruppe:
Darstellungsreihenfolge:
| Bild-Nr. | 0 | 1 | 2 | 3 | 4 | 5 | 6 | 7 | 8 |
| Bild-Typ | I | B | B | B | P | B | B | B | P |

Mögliche Kodier-Reihenfolge:
| Bild-Nr. | 0 | 4 | 1 | 2 | 3 | 8 | 5 | 6 | 7 |
| Bild-Typ | I | P | B | B | B | P | B | B | B |

MPEG-4-Bildergruppen können bis zu 14 Intra-Bilder enthalten; erst mit einem neuen IDR beginnt eine neue Gruppe.

## Verhalten bei Ausfällen
Wird ein Video, das in dieser Art kodiert ist, übertragen und bricht die Verbindung kurzzeitig ab, dann können Bilder aus dem Puffer abgespielt werden, sodass die  Wiedergabegeschwindigkeit konstant bleibt. Bei einer anhaltend schlechten Verbindung ist die Übertragungsrate so niedrig, dass der Puffer nicht gefüllt werden kann. Außerdem fallen immer wieder einzelne Bilder aus. Dann treten folgende Effekte auf:
Wenn ein I-Bild ausfällt, sind in der Wiedergabe nur Veränderungen zu sehen, die nach dem darauffolgenden P-Bild eintreffen. Fehlende Bildinformationen werden von Wiedergabesystemen beispielsweise durch Grau ersetzt. Inhalte, die sich beim nächsten P-Bild nicht ändern, bleiben auch danach grau.
Fällt ein P-Bild aus, hat das nur Auswirkungen auf folgende P- und B-Bilder bis zum nächsten I-Bild. Die Folgen sind ähnlich, nur weniger langanhaltend.
Ausfälle von B-Bildern sind verkraftbar und werden höchstens durch Ruckeln bemerkt.